# Gastrogomphus
Gastrogomphus is een geslacht van libellen (Odonata) uit de familie van de rombouten (Gomphidae).

## Soorten
Gastrogomphus omvat 1 soort:
- Gastrogomphus abdominalis (McLachlan, 1884)